# 埃爾吉斯
埃爾吉斯是土耳其的城鎮，由凡城省負責管轄，位於該國東部，面積1,876平方公里，海拔高度1,750米，該鎮受到2011年凡城地震影響。

## 外部連結
- Erciş
- Video About Ercis （页面存档备份，存于）